# Lythrurus bellus
Lythrurus bellus är en fiskart som först beskrevs av Hay, 1881.  Lythrurus bellus ingår i släktet Lythrurus och familjen karpfiskar. IUCN kategoriserar arten globalt som livskraftig. Inga underarter finns listade i Catalogue of Life.